# Loh (Insel)
Loh, auch Lo genannt, ist eine Insel des pazifischen Inselstaats Vanuatu. Sie liegt 7,5 Kilometer südlich der Insel Tegua und 3,5 Kilometer nordwestlich der Insel Toga. Loh ist die Hauptinsel der Torres-Inseln von Vanuatu, welche politisch zur vanuatuischen Provinz Torba zählen.
Die halbmondförmige Insel Loh ist durch eine etwa 100 m breite, flache Sandbank von ihrer deutlich kleineren, nördlichen Schwesterinsel Linua getrennt. Dort befindet sich das einzige Flugfeld der Torres-Inseln, der Linua Airstrip.
2009 hatte Loh 210 Einwohner, welche überwiegend im Hauptdorf Lungharegi an der Nordostküste ansässig sind.